# Structure pyramidale des ligues de football en république démocratique du Congo
La structure pyramidale des ligues de football en république démocratique du Congo est le système de classement officiel des ligues et divisions du football congolais. Le classement englobe 12 ligues et plus de 56 divisions de football classées sur sept de niveaux selon un système pyramidal.

## Structure pyramidale
Le tableau ci-dessous montre la structure actuelle des ligues congolaises. La compétition la plus relevée se positionne au sommet, la moins forte en bas. Chaque niveau de la structure est lié aux autres par un système de promotion-relégation permettant ainsi potentiellement au plus petit club d'atteindre après une longue progression l'élite du football anglais. Le premier niveau de la pyramide représentent le football professionnel, les autres dont les niveaux 2 à 7 dépendent des entités provinciale et sont directement gérés par la fédération congolaise. Le nombre exact de clubs représentés varie chaque année mais on peut l'estimer à 4 500.
|  | EUFKIN Lipopo – Division 1 EUFKIN Tshangu – Division 1 EUFKIN Kilimani – Division 1 EUFKIN Plateau – Division 1 EUFKIN Lukunga – Division 1 EUFKIN Malebo – Division 1 EUFLU – Division 1 EUFBOM – Division 1 EUFBUK – Division 1 EUFKamina – Division 1 EUFKwit – Division 1 EUFKol – Division 1 EUFMAT – Division 1 EUFNgungu – Division 1 EUFMAYI – Division 1 ERFIT – Division 1 | EUFTSHI – Division 1 EUFKANA – Division 1 EUF-Bumba – Division 1 EUFMba – Division 1 EUFKIS – Division 1 EUFDITU – Division 1 EUFKAB – Division 1 ERFNGA – Division 1 EUFKAL – Division 1 EUFLIK – Division 1 EUFKAS – Division 1 EDFCAT – Division 1 EUFKI – Division 1 EUFBE – Division 1 EUFBUT – Division 1 EUFGOM – Division 1 |

| EUFKIN Lipopo – Division 2 EUFKIN Tshangu – Division 2 EUFKIN Kilimani – Division 2 EUFKIN Plateau – Division 2 EUFKIN Lukunga – Division 2 EUFKIN Malebo – Division 2 EUF Lubumbashi – Division 2 EUF Bukavu – Division 2 | EUF Mbuji-Mayi – Division 2 EUF Tshikapa – Division 2 EUF Kananga – Division 2 EUF Mbandaka – Division 2 EUF Kisangani – Division 2 EUF Tshkapa – Division 2 EUF Likasi – Division 2 EUF Goma – Division 2 |

| EUFKIN Lipopo – Division 3 EUFKIN Tshangu – Division 3 EUFKIN Kilimani – Division 3 | EUFKIN Plateau – Division 3 EUFKIN Lukunga – Division 3 EUFKIN Malebo – Division 3 |